# Gene Lockhart

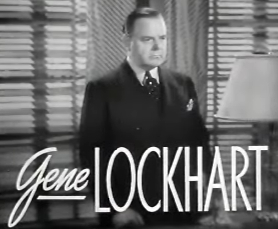
Gene Lockhart in Bridal Suite

Eugene „Gene“ Lockhart (* 18. Juli 1891 in London, Ontario, Kanada; † 31. März 1957 in Santa Monica, Kalifornien, Vereinigte Staaten) war ein US-amerikanischer Film- und Theaterschauspieler, sowie Theaterregisseur und Lyriker kanadischer Herkunft.

## Leben
Gene Lockhart wurde im Jahr 1891 in London, Kanada, als Sohn von John Coates Lockhart und Ellen Mary Delany-Lockhart geboren, die schottische Wurzeln hatten. Durch seinen Vater, einem ausgebildeten Sänger, kam Lockhart bereits früh mit Schauspielerei und Gesang in Berührung. Mit sechs Jahren stand Lockhart als Mitglied einer kanadischen Band in Kanada, den USA und Großbritannien auf der Bühne. Lockhart besuchte daher verschiedene Schulen in Kanada und später in London, Großbritannien. Mit 15 Jahren schrieb er bereits eigene Sketche. Auch war er als Jugendlicher kurzzeitig Footballspieler bei den Toronto Argonauts. Lockharts berufliche Ausbildung erfolgte an der Juilliard School in New York City, bevor er im September 1917 in The Riviera Girl sein Debüt am Broadway gab. Auch führte Lockhart im Februar 1924 auch erstmals bei einem Stück mit dem Titel The Wonderful Visit Regie. Zu Lockharts bekannteren Stücken zählten Onkel Toms Hütte, das im Mai 1933 Premiere feierte, und das im Februar 1949 zur Aufführung gebrachte Drama Tod eines Handlungsreisenden.
Lockhart, der im Jahr 1922 in der Theaterverfilmung Smilin’ Through auch sein Debüt als Filmschauspieler gegeben hatte, stand danach in über 140 Spielfilmen und zuletzt auch Fernsehserien vor der Kamera. Für seinen Auftritt als verräterischer Informant in dem 1938 erschienenen Filmdrama Algiers wurde Lockhart im darauffolgenden Jahr für den Oscar als Bester Nebendarsteller nominiert. Auch Der Seewolf von 1941 zählt zu einem der bekannteren Filme des Schauspielers. Häufig war er als komischer Arzt, Politiker oder Beamter zu sehen, wobei seine Figuren sich häufig durch ihre Unfähigkeit und Trotteligkeit auszeichneten. So spielte er etwa den korrupt-dämlichen Sheriff Pinky in dem Komödienklassiker Sein Mädchen für besondere Fälle (1940) von Howard Hawks oder den gutmütigen, aber überforderten Richter in dem Weihnachtsfilm Das Wunder von Manhattan (1947). Eine finstere Rolle übernahm er in Fritz Langs Propagandathriller Auch Henker sterben (1943), in dem er in der Rolle eines tschechischen Bierbrauers mit den Nationalsozialisten zusammenarbeitet und die Widerstandsbewegung seines Landes verrät.
Gene Lockhart starb im Jahr 1957, im Alter von 65 Jahren, an einer Thrombose und wurde auf dem Friedhof Holy Cross Cemetery in Culver City, Kalifornien begraben.

## Familie
Gene Lockhart begründete auch eine kleine Schauspielerdynastie. So heiratete er 1924 die britische Schauspielerin Kathleen Lockhart. Die beiden standen in mehreren Filmen gemeinsam vor der Kamera, beispielsweise als das Ehepaar Cratchit in der Charles-Dickens-Verfilmung A Christmas Carol von 1938. Ihre gemeinsame Tochter, die nur ein Jahr später geborene June Lockhart wurde ebenfalls Schauspielerin wie seine Enkeltochter Anne Lockhart (* 1953). 

## Filmografie (Auswahl)
- 1922: Smilin’ Through
- 1934: By Your Leave
- 1935: Schuld und Sühne (Crime and Punishment)
- 1936: The Gorgeous Hussy
- 1936: The Devil Is a Sissy
- 1937: Musik in den Fäusten (Something to Sing About)
- 1938: Algiers
- 1938: Of Human Hearts
- 1938: Sinners in Paradise
- 1938: Blondie
- 1938: A Christmas Carol
- 1938: Singende Herzen (Sweethearts)
- 1939: Bridal Suite
- 1939: Jesse James, Mann ohne Gesetz (Jesse James)
- 1939: Liebe und Leben des Telefonbauers A. Bell (The Story of Alexander Graham Bell)
- 1939: Geronimo, die Geißel der Prärie (Geronimo)
- 1940: Sein Mädchen für besondere Fälle (His Girl Friday)
- 1940: Abe Lincoln in Illinois
- 1940: Der große Edison (Edison, the Man)
- 1940: Die Perlenräuber von Pago-Pago (South of Pago Pago)
- 1940: Dr. Kildare: Die Heimkehr (Dr. Kildare Goes Home)
- 1940: Ein Mann mit Phantasie (A Dispatch from Reuter’s)
- 1941: Hier ist John Doe (Meet John Doe)
- 1941: Der Seewolf (The Sea Wolf)
- 1941: Der letzte Bandit (Billy the Kid)
- 1941: Mit einem Fuß im Himmel (One Foot in Heaven)
- 1941: Der Teufel und Daniel Webster (The Devil and Daniel Webster)
- 1941: Sein letztes Kommando (They Died with Their Boots On)
- 1942: Jukebox-Fieber (Juke Girl)
- 1943: Auf ewig und drei Tage (Forever and a Day)
- 1943: Auch Henker sterben (Hangmen Also Die!)
- 1943: Botschafter in Moskau (Mission to Moscow)
- 1943: Blutiger Schnee (Northern Pursuit)
- 1943: Madame Curie
- 1943: Liebeslied der Wüste (The Desert Song)
- 1944: Der Weg zum Glück (Going My Way)
- 1945: Das Haus in der 92. Straße (The House on 92nd Street)
- 1945: Todsünde (Leave Her to Heaven)
- 1946: Ein eleganter Gauner (A Scandal in Paris)
- 1947: The Shocking Miss Pilgrim
- 1947: Das Wunder von Manhattan (Miracle on 34th Street)
- 1947: Cynthia
- 1947: Eine Welt zu Füßen (The Foxes of Harrow)
- 1948: Eine Dachkammer für zwei (Apartment for Peggy)
- 1948: Johanna von Orleans (Joan of Arc)
- 1948: Ich heirate dich doch (That Wonderful Urge)
- 1949: Seemannslos (Down to the Sea in Ships)
- 1949: Madame Bovary und ihre Liebhaber (Madame Bovary)
- 1949: Rotes Licht (Red Light)
- 1949: Die sündige Stadt (The Inspector General)
- 1950: Lach und wein mit mir (Riding High)
- 1950: Von Katzen und Katern (The Big Hangover)
- 1952: Mördersyndikat San Francisco (Hoodlum Empire)
- 1952: Bonzo Goes to College
- 1952: Androkles und der Löwe (Androcles and the Lion)
- 1954: Menschenraub in Singapur (World for Ransom)
- 1955: Der letzte Indianer (The Vanishing American)
- 1956: Karussell (Carousel)
- 1956: Der Mann im grauen Flanell (The Man in the Gray Flannel Suit)
- 1957: Ein Herzschlag bis zur Ewigkeit (Jeanne Eagels)

## Auszeichnungen
- 1939: Oscar-Nominierung als Bester Nebendarsteller für Algiers
- 1960: Zwei Sterne auf dem Hollywood Walk of Fame